# Донской 8-й казачий полк
8-й Донской казачий генерала Иловайского 12-го полк — кавалерийский полк Русской императорской армии.

## Ранние формирования полка
8-й Донской казачий полк являлся прямым наследником Донского казачьего Дячкина полка, который был сформирован в 1812 году и принимал участие в отражении нашествия Наполеона в Россию. За отличие в сражении 8 октября 1812 года под Слонимом полк получил Георгиевское знамя. Затем полк принимал участие в Заграничных походах 1813—1815 годов. По окончании Наполеоновских войн полк был распущен на льготу.
Впервые Донской казачий полк под № 8 был сформирован 26 мая 1835 года на основании нового положения о Донском казачьем войске. Периодически этот полк созывался в строй и распускался на льготу, также менялся его текущий номер (в зависимости от свободного номера полка при созыве). Кроме номера в названии полка также положено было означать и имя его текущего командира.
Полк этот долгое время находился на Кавказе и принимал участие в походах против горцев.
В кампании 1853—1856 годов полк находился в отряде войск, назначенных для обороны побережья Балтийского моря от возможной высадки англо-французского десанта.

## Окончательное формирование полка
В 1872 году с Дона на внешнюю службу был вызван очередной Донской казачий № 30 полк и 27 июля 1875 года он был назван Донской казачий № 8-го полк. С этих пор полк оставался первоочередным и более на льготу не распускался.
В 1877—1878 годах полк состоял в 8-й кавалерийской дивизии и сражался с турками на Дунайском театре войны.
С 24 мая 1894 года полк именовался как 8-й Донской казачий полк. 26 августа 1904 года вечным шефом полка был назван генерал Иловайский 12-й и его имя было присоединено к имени полка.
В 1914—1917 годах полк принимал участие в Первой мировой войне.

## Знаки отличия полка
- Полковое Георгиевское знамя с надписями «Храброму Донскому казачьему Дячкина полку», пожалованное 29 апреля 1869 года (отличие унаследованно от Донского казачьего Дячкина полка, которому знамя с этой надписью было пожаловано 8 сентября 1813 года).
- Знаки отличия на головные уборы с надписью «За отличие в Турецкую войну 1877 и 1878 годов», пожалованные 17 апреля 1878 года.
- Одиночные белевые петлицы на воротнике и обшлагах нижних чинов, пожалованные 6 декабря 1908 года.

## Командиры полка
- в 1869 - 1872 - полковник Курнаков, Николай Васильевич
- 27.07.1875—1878 — полковник Желтоножкин, Василий Петрович
- в 1878 — войсковой старшина Загряцкий, Василий Васильевич (временно)
- 20.09.1879 — 01.07.1887 — полковник Греков, Иван Ерастович
- 01.07.1887 — 06.04.1899 — полковник Максимов, Иван Николаевич
- 25.06.1899 — 11.12.1902 — полковник Родионов, Алексей Викторович
- 15.01.1903 — 01.01.1910 — полковник Карпов, Николай Афанасьевич
- 12.05.1910 — 25.03.1913 — полковник граф Игнатьев, Леонид Николаевич
- 13.04.1913 — 06.05.1917 — полковник Саринов, Илья Васильевич
- 27.05.1917 — 23.08.1917 — полковник Быкадоров, Исаак Фёдорович
- 07.09.1917 - ??? - полковник Рыковский, Иван Федорович

## Известные люди, служившие в полку
- Букин Василий Иванович подъесаул.
- Назаров Анатолий Михайлович войсковой атаман Донского казачьего войска, генерал-майор
- Попов Петр Харитонович донской атаман, генерал от кавалерии.
- Чернецкий Лев Исакович капельмейстер 1906-1910 годах.
- Шапкин Тимофей Тимофеевич советский военачальник, генерал-лейтенант (1940 год).